# Arignac
Arignac est une commune française, située dans le département de l'Ariège en région Occitanie.
Localisée dans le sud du département, la commune  fait partie, sur le plan historique et culturel, du pays du Sabarthès, structuré par la haute vallée de l'Ariège en amont du pays de Foix avec Tarascon-sur-Ariège comme ville principale. Exposée à un climat océanique altéré, elle est drainée par l'Ariège, l'Arnave et le Saurat. Incluse dans le parc naturel régional des Pyrénées ariégeoises, la commune possède un patrimoine naturel remarquable : trois sites Natura 2000 (les « quiès calcaires de Tarascon-sur-Ariège et grotte de la Petite Caougno », les « quiès calcaires de Tarascon-sur-Ariège et grotte de la Petite Caougno » et « Garonne, Ariège, Hers, Salat, Pique et Neste »), un espace protégé (le « roc de Sédour ») et huit zones naturelles d'intérêt écologique, faunistique et floristique.
Arignac est une commune rurale qui compte 722 habitants en 2022, après avoir connu une forte hausse de la population depuis 1975. Elle appartient à l'unité urbaine de Tarascon-sur-Ariège et fait partie de l'aire d'attraction de Foix. Ses habitants sont appelés les Arignacois ou Arignacoises.

## Géographie

### Localisation
La commune d'Arignac se trouve dans le département de l'Ariège, en région Occitanie.
Elle se situe à 11 km à vol d'oiseau de Foix, préfecture du département, et à 3 km de Tarascon-sur-Ariège, bureau centralisateur du canton du Sabarthès dont dépend la commune depuis 2015 pour les élections départementales.
La commune fait en outre partie du bassin de vie de Tarascon-sur-Ariège.
Les communes les plus proches sont : 
Bompas (1,5 km), Surba (2,5 km), Mercus-Garrabet (2,6 km), Tarascon-sur-Ariège (2,6 km), Quié (2,8 km), Bédeilhac-et-Aynat (3,0 km), Rabat-les-Trois-Seigneurs (4,2 km), Arnave (4,3 km).
Sur le plan historique et culturel, Arignac fait partie du pays de Sabarthès, structuré par la haute vallée de l'Ariège en amont du pays de Foix avec Tarascon-sur-Ariège comme ville principale.
Arignac est limitrophe de six autres communes.
Les communes limitrophes sont Bédeilhac-et-Aynat, Bompas, Mercus-Garrabet, Montoulieu, Surba et Tarascon-sur-Ariège.
|                    | Montoulieu          |                 |
| Bédeilhac-et-Aynat | Arignac             | Mercus-Garrabet |
| Surba              | Tarascon-sur-Ariège | Bompas          |

### Géologie et relief
La commune est située dans les Pyrénées, une chaîne montagneuse jeune, érigée durant l'ère tertiaire (il y a 40 millions d'années environ), en même temps que les Alpes, certaines parties étant recouvertes par des formations superficielles. Les terrains affleurants sur le territoire communal sont constitués de roches pour partie sédimentaires et pour partie métamorphiques datant du Protérozoïque, le dernier éon du Précambrien sur l’échelle des temps géologiques. La structure détaillée des couches affleurantes est décrite dans la feuille « n°1075 - Foix » de la carte géologique harmonisée au 1/50 000ème du département de l'Ariège, et sa notice associée.
La superficie cadastrale de la commune publiée par l’Insee, qui sert de références dans toutes les statistiques, est de 8,84 km2,. La superficie géographique, issue de la BD Topo, composante du Référentiel à grande échelle produit par l'IGN, est quant à elle de 8,67 km2. Son relief est particulièrement étagé puisque la dénivelée maximale atteint 904 mètres. L'altitude du territoire varie entre 467 m et 1 371 m au droit du Pech.

### Hydrographie

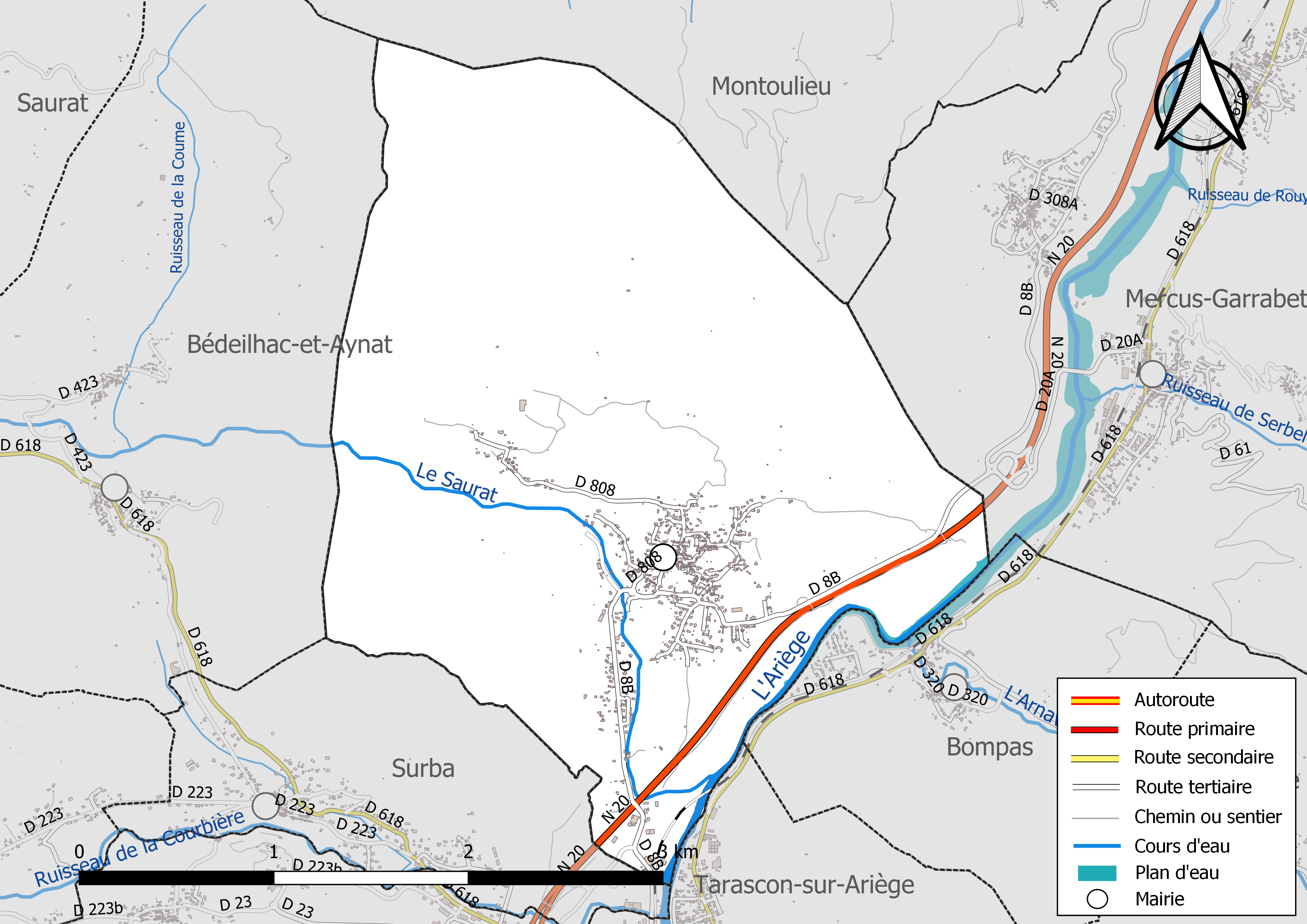
Réseaux hydrographique et routier d'Arignac.

La commune est drainée par l'Ariège, l'Arnave et le Saurat, constituant un réseau hydrographique de 6 km de longueur totale,.
L'Ariège, d'une longueur totale de 162,91 km, prend sa source dans la commune de Porta et s'écoule du sud vers le nord. Elle longe la commune sur son flanc sud-est et se jette dans la Garonne à Portet-sur-Garonne, après avoir traversé 56 communes.
L'Arnave, d'une longueur totale de 10,93 km, prend sa source dans la commune de Cazenave-Serres-et-Allens et s'écoule d'est en ouest. Il se jette dans l'Ariège sur le sud-est du territoire communal, après avoir traversé 4 communes.
Le Saurat, d'une longueur totale de 15,6 km, prend sa source dans la commune de Saurat et s'écoule d'ouest en est. Il traverse la commune au sud du bourg et se jette dans l'Ariège dans le sud-est du territoire communal, après avoir traversé 3 communes.

### Climat
Pour des articles plus généraux, voir Climat de l'Occitanie et Climat de l'Ariège.
En 2010, le climat de la commune est de type climat océanique altéré, selon une étude s'appuyant sur une série de données couvrant la période 1971-2000. En 2020, Météo-France publie une typologie des climats de la France métropolitaine dans laquelle la commune est exposée à un climat de montagne et est dans la région climatique Pyrénées centrales, caractérisée par une pluviométrie annuelle de 1 000 à 1 200 mm.
Pour la période 1971-2000, la température annuelle moyenne est de 11,8 °C, avec une amplitude thermique annuelle de 15,1 °C. Le cumul annuel moyen de précipitations est de 978 mm, avec 9,1 jours de précipitations en janvier et 7,1 jours en juillet. Pour la période 1991-2020, la température moyenne annuelle observée sur la station météorologique la plus proche, située sur la commune d'Aston à 12 km à vol d'oiseau, est de 5,9 °C et le cumul annuel moyen de précipitations est de 1 103,9 mm,. Pour l'avenir, les paramètres climatiques de la commune estimés pour 2050 selon différents scénarios d'émission de gaz à effet de serre sont consultables sur un site dédié publié par Météo-France en novembre 2022.

### Milieux naturels et biodiversité

#### Espaces protégés
La protection réglementaire est le mode d’intervention le plus fort pour préserver des espaces naturels remarquables et leur biodiversité associée,.
La commune fait partie du parc naturel régional des Pyrénées ariégeoises, créé en 2009 et d'une superficie de 245 973 ha, qui s'étend sur 138 communes du département. Ce territoire unit les plus hauts sommets aux frontières de l’Andorre et de l’Espagne (la Pique d’Estats, le Mont Valier, etc) et les plus hautes vallées des avants-monts, jusqu’aux plissements du Plantaurel.
Un  autre espace protégé est présent sur la commune : 
le « roc de Sédour », objet d'un arrêté de protection de biotope, d'une superficie de 115,2 ha.

#### Réseau Natura 2000

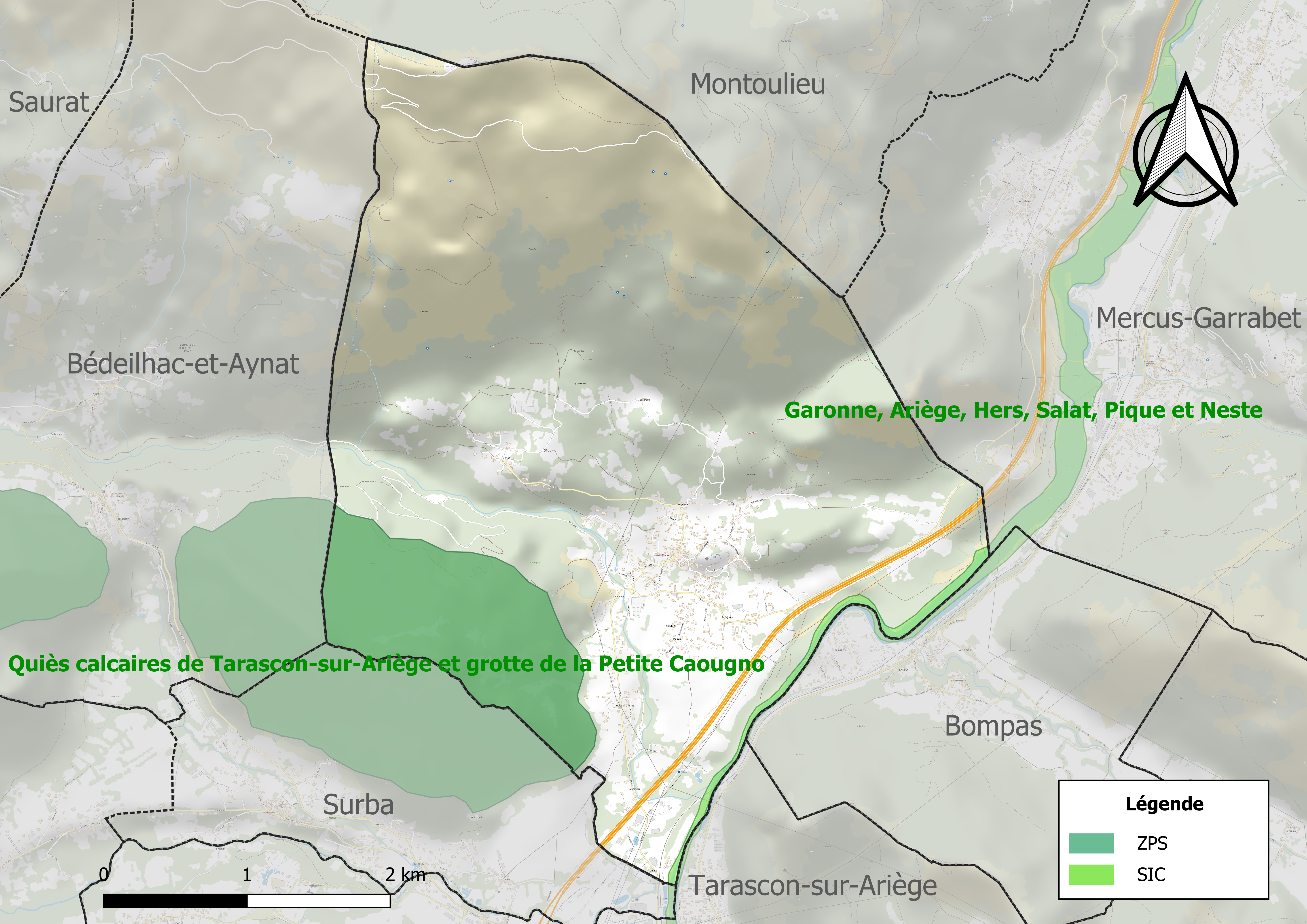
Sites Natura 2000 sur le territoire communal.

Le réseau Natura 2000 est un réseau écologique européen de sites naturels d'intérêt écologique élaboré à partir des directives habitats et oiseaux, constitué de zones spéciales de conservation (ZSC) et de zones de protection spéciale (ZPS).
Deux sites Natura 2000 ont été définis sur la commune au titre de la directive habitats :
- les « quiès calcaires de Tarascon-sur-Ariège et grotte de la Petite Caougno », d'une superficie de 2 478 ha, un espace constitué des massifs calcaires de la vallée de l'Ariège avec station "intra pyrénéenne" de nombreuses espèces méditerranéennes[30] ;
- « Garonne, Ariège, Hers, Salat, Pique et Neste », d'une superficie de 9 581 ha, un réseau hydrographique pour les poissons migrateurs, avec des zones de frayères actives et potentielles importantes pour le Saumon en particulier qui fait l'objet d'alevinages réguliers et dont des adultes atteignent déjà Foix sur l'Ariège[31] ;

et un au titre de la directive oiseaux : 
- les « quiès calcaires de Tarascon-sur-Ariège et grotte de la Petite Caougno », d'une superficie de 2 479 ha, des milieux rupestres exceptionnels. Sont présents deux couples de vautours percnoptères, l'aigle royal (plusieurs couples), des sites de nidifications pour le faucon pèlerin et le hibou grand-duc[32].

#### Zones naturelles d'intérêt écologique, faunistique et floristique
L’inventaire des zones naturelles d'intérêt écologique, faunistique et floristique (ZNIEFF) a pour objectif de réaliser une couverture des zones les plus intéressantes sur le plan écologique, essentiellement dans la perspective d’améliorer la connaissance du patrimoine naturel national et de fournir aux différents décideurs un outil d’aide à la prise en compte de l’environnement dans l’aménagement du territoire.
Cinq ZNIEFF de type 1 sont recensées sur la commune :
- le « cours de l'Ariège » (1 341 ha), couvrant 112 communes dont 86 dans l'Ariège et 26 dans la Haute-Garonne[34] ;
- le « massif de l'Arize, versant sud » (8 013 ha), couvrant 14 communes du département[35] ;
- le « massif de l'Arize, zone d'altitude » (15 897 ha), couvrant 26 communes du département[36] ;
- les « parois calcaires et quiès du bassin de Tarascon » (8 161 ha), couvrant 58 communes du département[37] ;
- le « ruisseau du Saurat et affluents » (29 ha), couvrant 3 communes du département[38] ;

et trois ZNIEFF de type 2, : 
- « L'Ariège et ripisylves » (1 975 ha), couvrant 56 communes dont 43 dans l'Ariège et 13 dans la Haute-Garonne[39] ;
- le « massif de l'Arize » (42 110 ha), couvrant 40 communes du département[40] ;
- les « parois calcaires et quiès de la haute vallée de l'Ariège » (9 891 ha), couvrant 40 communes du département[41].

Carte des ZNIEFF de type 1 et 2 à Arignac.
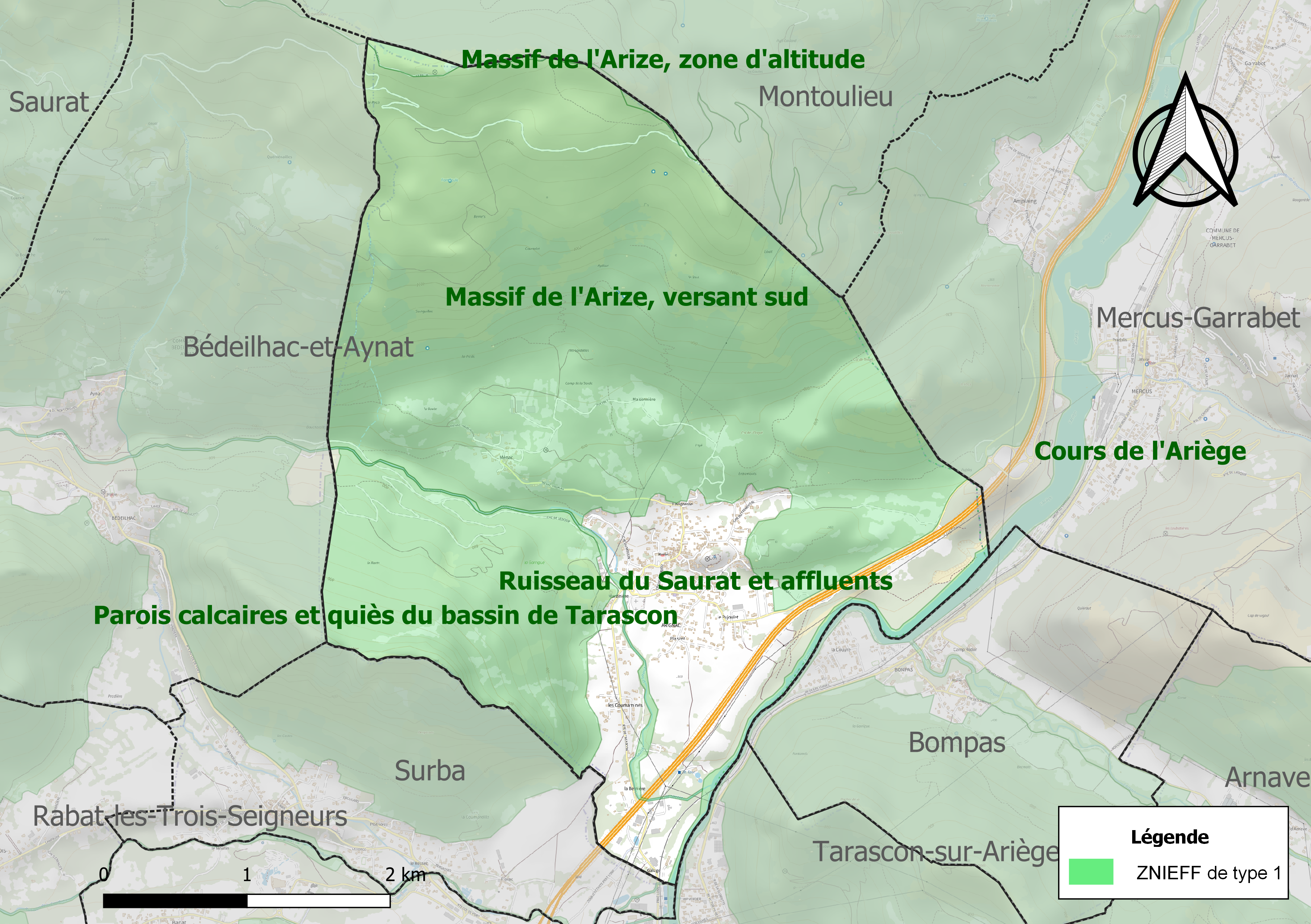
Carte des ZNIEFF de type 1 sur la commune.
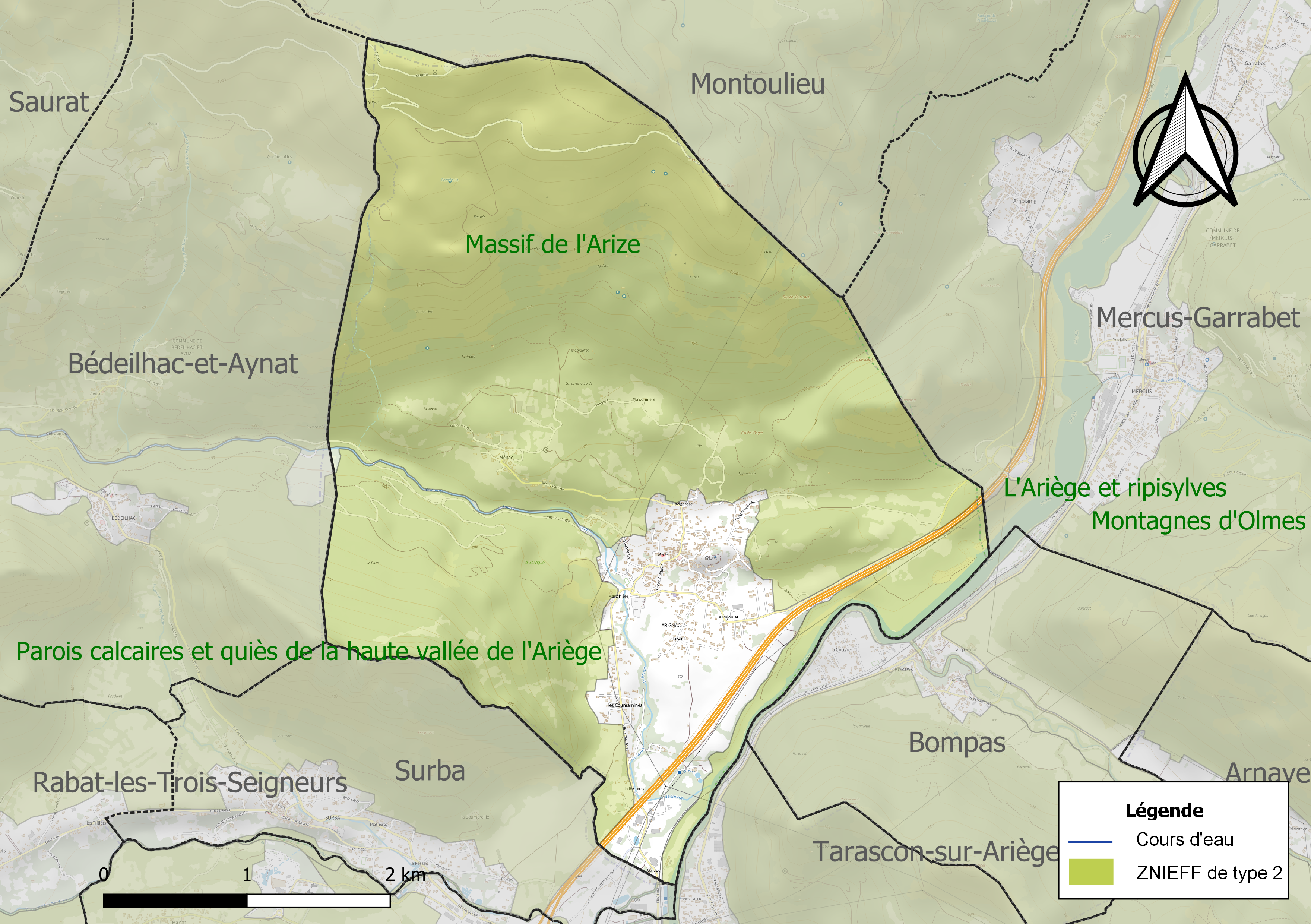
Carte des ZNIEFF de type 2 sur la commune.

## Urbanisme

### Typologie
Au 1er janvier 2024, Arignac est catégorisée commune rurale à habitat dispersé, selon la nouvelle grille communale de densité à 7 niveaux définie par l'Insee en 2022.
Elle appartient à l'unité urbaine de Tarascon-sur-Ariège, une agglomération intra-départementale dont elle est une commune de la banlieue,. Par ailleurs la commune fait partie de l'aire d'attraction de Foix, dont elle est une commune de la couronne,. Cette aire, qui regroupe 38 communes, est catégorisée dans les aires de moins de 50 000 habitants,.

### Occupation des sols

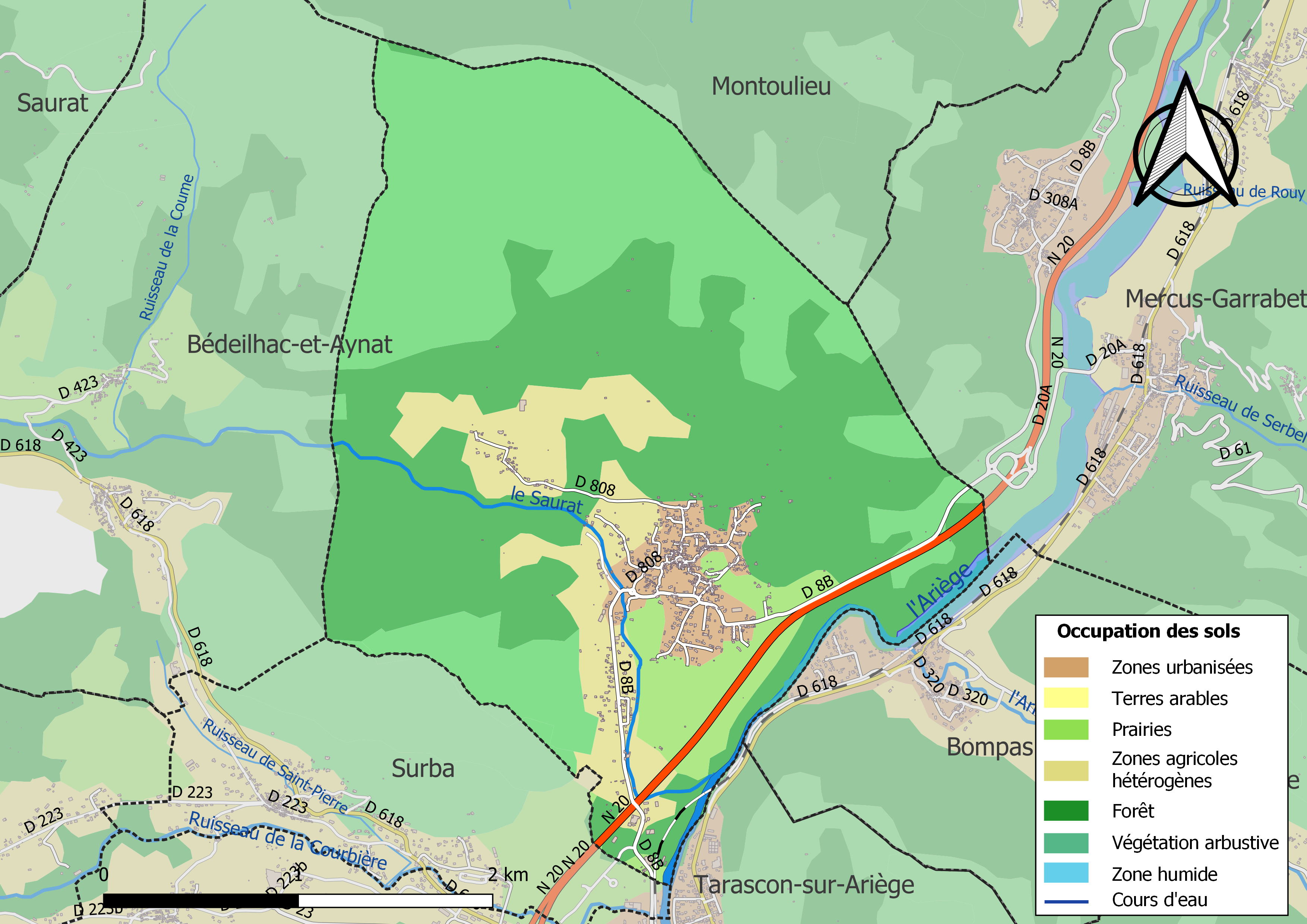
Carte des infrastructures et de l'occupation des sols de la commune en 2018 (CLC).

L'occupation des sols de la commune, telle qu'elle ressort de la base de données européenne d’occupation biophysique des sols Corine Land Cover (CLC), est marquée par l'importance des forêts et milieux semi-naturels (77,8 % en 2018), en augmentation par rapport à 1990 (76,6 %). La répartition détaillée en 2018 est la suivante : 
forêts (44 %), milieux à végétation arbustive et/ou herbacée (33,8 %), zones urbanisées (10 %), prairies (6,5 %), zones agricoles hétérogènes (5,4 %), eaux continentales (0,3 %). L'évolution de l’occupation des sols de la commune et de ses infrastructures peut être observée sur les différentes représentations cartographiques du territoire : la carte de Cassini (XVIIIe siècle), la carte d'état-major (1820-1866) et les cartes ou photos aériennes de l'IGN pour la période actuelle (1950 à aujourd'hui).

### Habitat et logement
En 2018, le nombre total de logements dans la commune était de 451, alors qu'il était de 428 en 2013 et de 400 en 2008.
Parmi ces logements, 72,3 % étaient des résidences principales, 20,9 % des résidences secondaires et 6,7 % des logements vacants. Ces logements étaient pour 93,8 % d'entre eux des maisons individuelles et pour 3 % des appartements.
Le tableau ci-dessous présente la typologie des logements à Arignac en 2018 en comparaison avec celle de l'Ariège et de la France entière. Une caractéristique marquante du parc de logements est ainsi une proportion de résidences secondaires et logements occasionnels (20,9 %) inférieure à celle du département (24,6 %) mais supérieure à celle de la France entière (9,7 %). Concernant le statut d'occupation de ces logements, 83,1 % des habitants de la commune sont propriétaires de leur logement (83,1 % en 2013), contre 66,3 % pour l'Ariège et 57,5 % pour la France entière.
| Typologie                                               | Arignac | Ariège | France entière |
| ------------------------------------------------------- | ------- | ------ | -------------- |
| Résidences principales (en %)                           | 72,3    | 65,7   | 82,1           |
| Résidences secondaires et logements occasionnels (en %) | 20,9    | 24,6   | 9,7            |
| Logements vacants (en %)                                | 6,7     | 9,7    | 8,2            |

### Voies de communication et transports
Accès par la route nationale 20 et par le train, en gare de Tarascon-sur-Ariège, sur la ligne de Portet-Saint-Simon à Puigcerda (frontière).

### Risques majeurs
Le territoire de la commune d'Arignac est vulnérable à différents aléas naturels : inondations, climatiques (grand froid ou canicule), feux de forêts, mouvements de terrains et séisme (sismicité modérée). Il est également exposé à un risque technologique,  la rupture d'un barrage,.

#### Risques naturels

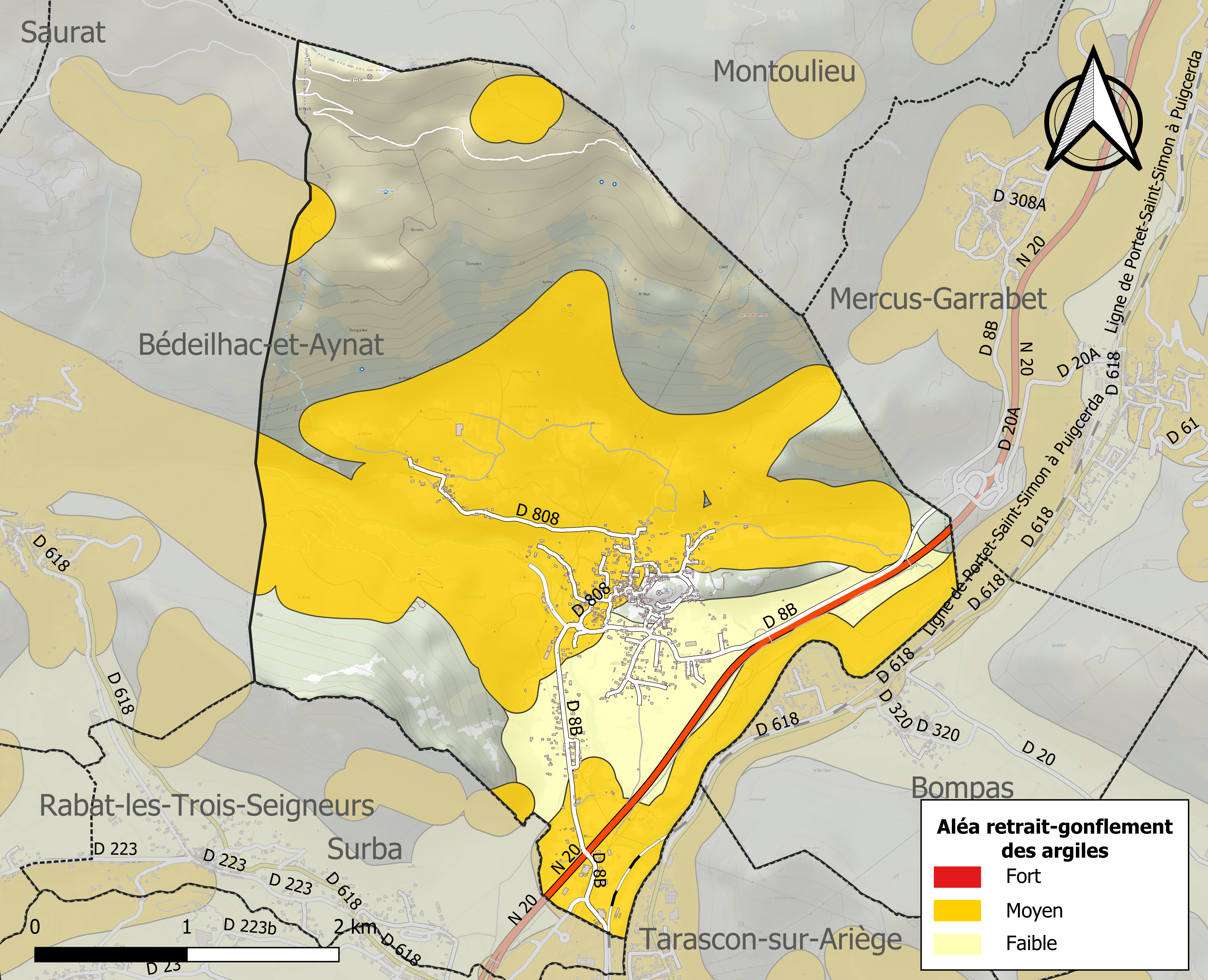
Zonage de l'aléa retrait-gonflement des argiles sur la commune d'Arignac.

Certaines parties du territoire communal sont susceptibles d’être affectées par le risque d’inondation par débordement, crue torrentielle d'un cours d'eau, ou ruissellement d'un versant.
Les mouvements de terrains susceptibles de se produire sur la commune sont soit des chutes de blocs, soit des glissements de terrains, soit des effondrements liés à des cavités souterraines, soit des mouvements liés au retrait-gonflement des argiles. Près de 50 % de la superficie du département est concernée par l'aléa retrait-gonflement des argiles, dont la commune d'Arignac. L'inventaire national des cavités souterraines permet par ailleurs de localiser celles situées sur la commune.

#### Risques technologiques
Dans le département de l’Ariège on dénombre cinq grands barrages susceptibles d’occasionner des dégâts en cas de rupture. La commune fait partie des 80 communes susceptibles d’être touchées par l’onde de submersion consécutive à la rupture d’un de ces barrages.

## Histoire
Deux haches en bronze du Néolithique ont été trouvées en 1907 aux éboulis du roc de Sédour, ainsi que des débris d'amphores gallo-romaines.
À l'époque féodale, Arignac en Sabarthès, une des quatre grandes baronnies du comté de Foix (avec Rabat, St-Paul et Durfort), eut d'abord pour famille seigneuriale les Roquefort, aussi les maîtres de Marquein et de Crampagna (Crampaignac) (on cite dans ladite famille Vésian de Roquefort, père d'Olivier Ier (x vers 1400 Jeanne, fille de Corbeyran Ier de Foix-Rabat), père de Roger, père d'Olivier II († vers 1515), et aussi Blaise de Roquefort († 1573) dont l'épouse Germaine de Lévis était la sœur du gouverneur huguenot du comté de Foix pour Henri IV, Jean-Claude de Lévis-Léran dit Audou, sgr. de Bélesta, Audou/Audon — cf. Pech Audou à Bélesta — et Fougas ; peut-être des nobles issus de Roquefort (en Lavelanet), mais sans en avoir la seigneurie, du moins principale, qui était aux Dun puis aux Lévis ; en tout cas, pas de la famille des juges-mages du comté de Foix Jean Ier et Jean II de Roquefort, sgr. de Gargas et Viviès, fl. au XVe siècle, originaires de Pamiers, liés au comte Gaston et à Charles VII).
Puis Arignac et Crampagna passèrent aux Comenges, alias Comminges (une des innombrables familles de ce nom réputées descendre — en lignée masculine ou féminine, légitime ou naturelle — des comtes de Comminges ; possiblement à la suite d'un mariage, par exemple entre une certaine Françoise de Roquefort et Mathieu de Comenges/de Comminges-de la branche qui avait Pontéjac ; les Péguilhan ?). Par ailleurs, des Roquefort d'Arignac héritèrent, peut-être par un mariage avec une d'Orbessan, de L'Isle (la Hille) et Montégut, qu'une certaine Marguerite de Roquefort transmit au début du XVIIe siècle à son mari Jean-Louis de Rochechouart-Faudoas, sgr. de Barbazan.
Quant à Arignac et Crampagna, ils changèrent de famille dans la 1re moitié du XVIIe siècle, car Raimond de Comminges, baron de Pontéjac et d'Arignac, seigneur brigand, fut condamné par le Parlement en 1614 et mourut en prison ou exécuté. Ses biens échurent plus tard à François de Minut baron du/de Castéra, sénéchal de Rouergue (fils de Jean, lui-même fils de Jacques de Minut, 1er président du Parlement de Toulouse en 1524-1536 ; un oncle de François et frère de Jean, Antoine de Minut, avait épousé Catherine de Comminges : un lien avec Raymond de Comminges ?) ; la veuve héritière de François de Minut, Anne-Catherine du Bouzet de Roquépine, épousa en 1647 Marc-Antoine de Galard-Terraube : cette dernière maison assuma la baronnie, avec Crampagna, jusqu'à la Révolution (Pontéjac étant passé par mariage aux Cardeilhac d'Auzon).
(Ces familles peuvent être mal connues, imprécises : ce qui précède ne vise qu'à donner les grandes lignes et à être complété ou corrigé. Pour donner une idée des risques de confusion, citons dans les biens possédés par la Maison de Comminges : Aurignac, Roquefort-sur-Garonne, L'Isle-en-Dodon ; et dans ceux des Rochechouart-Faudoas : Montégut..).
Les carrières de gypse du Sédour ont autrefois permis d'élaborer un plâtre réputé : le site des plâtrières de Surba, qui en vérité s'étend en grande partie sur le territoire d'Arignac, en atteste.

## Politique et administration

### Découpage territorial
La commune d'Arignac est membre de la communauté de communes du Pays de Tarascon, un établissement public de coopération intercommunale (EPCI) à fiscalité propre créé le 21 juillet 1994 dont le siège est à Tarascon-sur-Ariège. Ce dernier est par ailleurs membre d'autres groupements intercommunaux.
Sur le plan administratif, elle est rattachée à l'arrondissement de Foix, au département de l'Ariège, en tant que circonscription administrative de l'État, et à la région Occitanie.
Sur le plan électoral, elle dépend du canton du Sabarthès pour l'élection des conseillers départementaux, depuis le redécoupage cantonal de 2014 entré en vigueur en 2015, et de la première circonscription de l'Ariège  pour les élections législatives, depuis le redécoupage électoral de 1986.

### Administration municipale
Le nombre d'habitants au recensement de 2011 étant compris entre 500 et 1 499 habitants, le nombre de membres du conseil municipal pour l'élection de 2014 est de quinze,.

### Liste des maires
| Période                                  | Période  | Identité       | Étiquette   | Qualité                                                                                                 |
| ---------------------------------------- | -------- | -------------- | ----------- | --- |
| avant 1872                               |          | Paul Laguerre  |             | |
| 1900                                     | 1919     | Louis Philippe |             | |
|                                          |          |                |             | |
| 2001                                     | en cours | Philippe Pujol | PS puis DVG | Fonctionnaire retraité président de la communauté de communes Conseiller departemental depuis juin 2021 |
| Les données manquantes sont à compléter. |          |                |             | |

## Population et société

### Démographie
| 1793 | 1800 | 1806 | 1821 | 1831 | 1836 | 1841 | 1846 | 1851 |
| ---- | ---- | ---- | ---- | ---- | ---- | ---- | ---- | ---- |
| 580  | 508  | 612  | 596  | 789  | 751  | 781  | 813  | 860  |

| 1856 | 1861 | 1866 | 1872 | 1876 | 1881 | 1886 | 1891 | 1896 |
| ---- | ---- | ---- | ---- | ---- | ---- | ---- | ---- | ---- |
| 800  | 818  | 803  | 729  | 780  | 800  | 820  | 778  | 786  |

| 1901 | 1906 | 1911 | 1921 | 1926 | 1931 | 1936 | 1946 | 1954 |
| ---- | ---- | ---- | ---- | ---- | ---- | ---- | ---- | ---- |
| 712  | 684  | 613  | 509  | 549  | 528  | 506  | 481  | 494  |

| 1962 | 1968 | 1975 | 1982 | 1990 | 1999 | 2006 | 2011 | 2016 |
| ---- | ---- | ---- | ---- | ---- | ---- | ---- | ---- | ---- |
| 464  | 502  | 532  | 683  | 626  | 583  | 680  | 718  | 710  |

| 2021 | 2022 | - | - | - | - | - | - | - |
| ---- | ---- | - | - | - | - | - | - | - |
| 712  | 722  | - | - | - | - | - | - | - |

| selon la population municipale des années : | 1968 | 1975 | 1982 | 1990 | 1999 | 2006 | 2009 | 2013 |
| Rang de la commune dans le département      | 49   | 38   | 33   | 39   | 47   | 41   | 39   | 40   |
| Nombre de communes du département           | 340  | 328  | 330  | 332  | 332  | 332  | 332  | 332  |

### Enseignement
Arignac compte une école maternelle et élémentaire et fait partie de l'académie de Toulouse.

## Économie

### Revenus
En 2018, la commune compte 320 ménages fiscaux, regroupant 716 personnes. La médiane du revenu disponible par unité de consommation est de 22 030 € (19 820 € dans le département).

### Emploi
| Division       | 2008  | 2013   | 2018   |
| -------------- | ----- | ------ | ------ |
| Commune        | 3,6 % | 4 %    | 6,1 %  |
| Département    | 8,9 % | 11,1 % | 11,2 % |
| France entière | 8,3 % | 10 %   | 10 %   |

En 2018, la population âgée de 15 à 64 ans s'élève à 398 personnes, parmi lesquelles on compte 74,1 % d'actifs (68 % ayant un emploi et 6,1 % de chômeurs) et 25,9 % d'inactifs,. Depuis 2008, le taux de chômage communal (au sens du recensement) des 15-64 ans est inférieur à celui de la France et du département.
La commune fait partie de la couronne de l'aire d'attraction de Foix, du fait qu'au moins 15 % des actifs travaillent dans le pôle,. Elle compte 137 emplois en 2018, contre 105 en 2013 et 78 en 2008. Le nombre d'actifs ayant un emploi résidant dans la commune est de 270, soit un indicateur de concentration d'emploi de 50,6 % et un taux d'activité parmi les 15 ans ou plus de 49,5 %.
Sur ces 270 actifs de 15 ans ou plus ayant un emploi, 42 travaillent dans la commune, soit 15 % des habitants. Pour se rendre au travail, 92,7 % des habitants utilisent un véhicule personnel ou de fonction à quatre roues, 1,8 % les transports en commun, 4,5 % s'y rendent en deux-roues, à vélo ou à pied et 1 % n'ont pas besoin de transport (travail au domicile).

### Activités hors agriculture
73 établissements sont implantés  à Arignac au 31 décembre 2019. Le tableau ci-dessous en détaille le nombre par secteur d'activité et compare les ratios avec ceux du département,.
| Secteur d'activité                                                                                        | Commune | Commune | Département |
| Secteur d'activité                                                                                        | Nombre  | %       | %           |
| --- | ------- | ------- | ----------- |
| Ensemble                                                                                                  | 73      |         |             |
| Industrie manufacturière, industries extractives et autres                                                | 13      | 17,8 %  | (12,9 %)    |
| Construction                                                                                              | 9       | 12,3 %  | (14,2 %)    |
| Commerce de gros et de détail, transports, hébergement et restauration                                    | 12      | 16,4 %  | (27,5 %)    |
| Information et communication                                                                              | 3       | 4,1 %   | (1,8 %)     |
| Activités immobilières                                                                                    | 2       | 2,7 %   | (4,2 %)     |
| Activités spécialisées, scientifiques et techniques et activités de services administratifs et de soutien | 2       | 2,7 %   | (13,2 %)    |
| Administration publique, enseignement, santé humaine et action sociale                                    | 31      | 42,5 %  | (14,4 %)    |
| Autres activités de services                                                                              | 1       | 1,4 %   | (8,8 %)     |

Le secteur de l'administration publique, l'enseignement, la santé humaine et l'action sociale est prépondérant sur la commune puisqu'il représente 42,5 % du nombre total d'établissements de la commune (31 sur les 73 entreprises implantées  à Arignac), contre 14,4 % au niveau départemental.
Les deux entreprises ayant leur siège social sur le territoire communal qui génèrent le plus de chiffre d'affaires en 2020 sont : 
- Laines Paysannes, fabrication d'autres articles à mailles (289 k€) ;
- Armenio Fabrice, entretien et réparation de véhicules automobiles légers (182 k€).

### Agriculture
|                                   | 1988 | 2000 | 2010 |
| --------------------------------- | ---- | ---- | ---- |
| Exploitations                     | 16   | 6    | 3    |
| Superficie agricole utilisée (ha) | 107  | 55   | 239  |

La commune fait partie de la petite région agricole dénommée « Région pyrénéenne ». En 2010, l'orientation technico-économique de l'agriculture  sur la commune est l'élevage d'ovins et de caprins. Trois exploitations agricoles ayant leur siège dans la commune sont dénombrées lors du recensement agricole de 2010 (douze en 1988). La superficie agricole utilisée est de 239 ha.

## Culture locale et patrimoine

### Lieux et monuments
- Tour du Castella.
- Église Saint-Pierre.

## Pour approfondir